# Pseudocarorita
Pseudocarorita thaleri, és una espècie d'aranya araneomorfa de la subfamília Erigoninae, dins de la família Linyphiidae. És l'únic membre del gènere monotípic Pseudocarorita.
Es pot trobar a Alemanya, Suïssa, Àustria, Txèquia i Bèlgica.
És sinònim del gènere Maro thaleri Saaristo, 1971
Fou descrit per primera vegada per J. Wunderlich l'any 1980,